# Putot-en-Bessin

Putot-en-Bessin este o comună în departamentul Calvados, Franța. În 1 ianuarie 2018 avea o populație de 432 de locuitori.